# Пелекас
Пелекас (лит. Pelekas) — село в восточной части Литвы, расположенное на территории Игналинского района. В 2011 году население Пелекаса составило 4 человека.

## География
Село Пелекас находится в юго-западной части района, расстояние до Игналины по автодороге составляет 13 километров. Находится на восточном берегу озера Жейменос в Аукштайтском национальном парке.

## Демография
| 1931                           | 1959 | 1970 | 1979 | 1989 | 2001 | 2011 |
| ------------------------------ | ---- | ---- | ---- | ---- | ---- | ---- |
| 4                              | 6    | 8    | 8    | 4    | 3    | 4    |
| Гистограмма динамики населения |      |      |      |      |      |      |